# Huîtrier variable
Haematopus unicolor
Espèce
Statut de conservation UICN

 LC  : Préoccupation mineure
L'Huîtrier variable (Haematopus unicolor) est une espèce d'oiseaux limicoles de la famille des Haematopodidae endémique de la Nouvelle-Zélande.

## Galerie

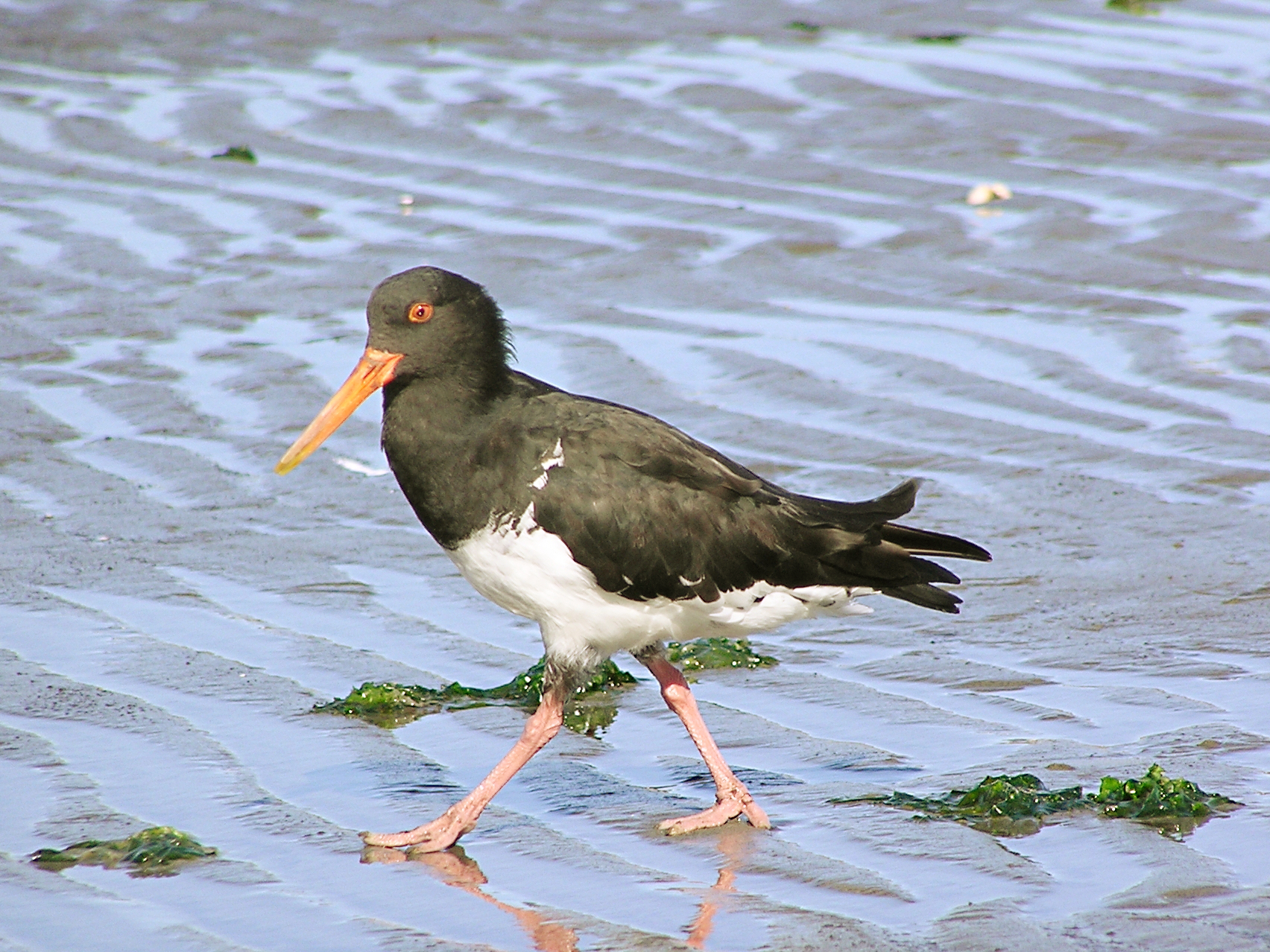
phase pie
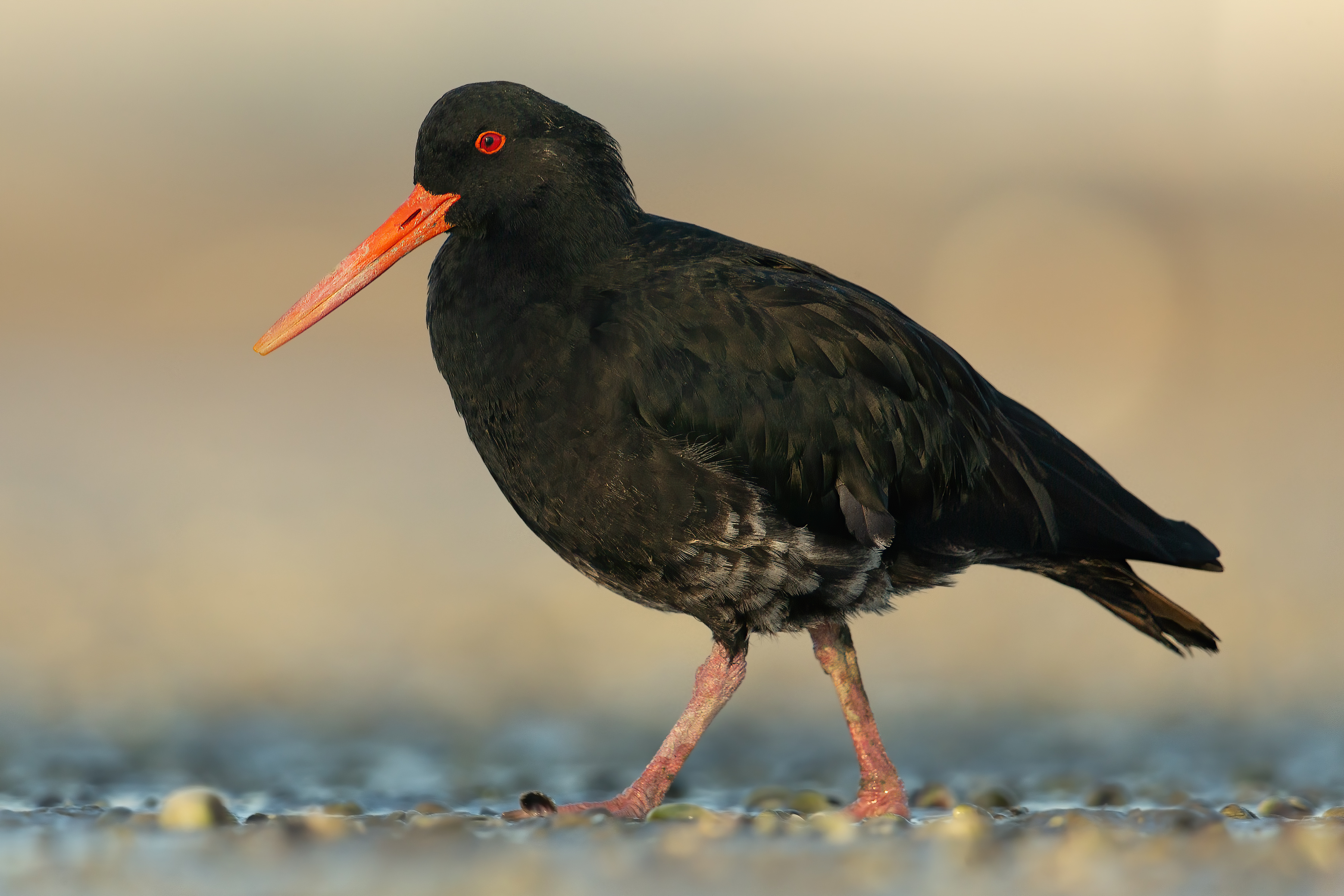
phase marbrée